# Lijst van gouverneurs van Värmlands län
Dit is een lijst van gouverneurs van de provincie Värmlands län in Zweden, in de periode 1779 tot heden. Värmlands län ontstond in 1779 toen het werd afgescheiden van Närkes och Värmlands län. Het Zweeds voor gouverneur is landshövding.
- Johan Gustaf Uggla 1779–1793
- Nils Nilsson Silverskjöld 1793–1802
- Arvid von Nolcken 1802–1807
- Axel von Rosen 1808–1809
- Olof af Wibeli 1809–1813
- Johan Didrik af Wingård 1814–1840
- Carl Fredrik Hammarhielm 1840–1841
- Hans Fredrik Oldevig 1842–1864
- Carl Rudolf Ekström 1864–1870
- Johan Henrik Rosenswärd 1870–1873
- Henrik Wilhelm Gyllenram 1873–1885
- Henrik Adolf Widmark 1885–1889
- Emil Adolf Malmborg 1889–1901
- Gerhard Dyrssen 1901–1921
- Abraham Unger 1921–1936
- Ivar Vennerström 1936–1945
- Axel Westling 1945–1957
- Gustaf Nilsson 1957–1967
- Rolf Edberg 1967–1977
- Bengt Norling 1977–1990
- Ingemar Eliasson 1990–2002
- Björn Sandborgh, waarnemend 2002–2003
- Kerstin Wallin 2003–2004
- Eva Eriksson 2004–2012
- Kenneth Johansson 2012–2018
- Johan Blom, waarnemend 2019
- Georg Andrén, sinds 2019

Blekinge län · Dalarnas län · Gävleborgs län · Gotlands län · Hallands län · Jämtlands län · Jönköpings län · Kalmar län · Kronobergs län · Norrbottens län · Örebro län · Östergötlands län · Skåne län · Södermanlands län · Stockholms län · Uppsala län · Värmlands län · Västerbottens län · Västernorrlands län · Västmanlands län · Västra Götalands län